# 1435 en littérature
| Années de la littérature : 1432 - 1433 - 1434 - 1435 - 1436 - 1437 - 1438    |
| Décennies de la littérature : 1400 - 1410 - 1420 - 1430 - 1440 - 1450 - 1460 |

Cet article présente les faits marquants de l'année 1435 en littérature.

## Naissances
- Jean Michel, auteur dramatique français, mort en 1501.